# Coupe du Sénégal de football
La Coupe du Sénégal de football a été créée en 1961. Cette compétition est organisée par la Fédération sénégalaise de football (FSF). Chaque année, le vainqueur de la Coupe du Sénégal est qualifié pour la Coupe de la confédération africaine la saison suivante.

## Histoire
En 2024 des nouveau trophée sont mises en place avec un nouveau design  inspirer du tout premier trophée de la Coupe du Sénégal datant de 1961.

## Finales
| Année | Vainqueur                                                | Résultat                                                 | Finaliste                                                |
| ----- | -------------------------------------------------------- | -------------------------------------------------------- | -------------------------------------------------------- |
| 1961  | Espoir Saint-Louis                                       |                                                          |                                                          |
| 1962  | ASC Jeanne d'Arc                                         | 6-1                                                      | Casa Sports                                              |
| 1963  | US Rail                                                  | 3-2                                                      | Olympique de Ngor                                        |
| 1964  | US Ouakam                                                | 1-0                                                      | Olympique de Thiès                                       |
| 1965  | US Gorée                                                 | 2-1                                                      | Olympique de Thiès                                       |
| 1966  | AS Saint-Louisienne                                      |                                                          |                                                          |
| 1967  | ASC Jaraaf                                               | 2-1                                                      | US Gorée                                                 |
| 1968  | ASC Jaraaf                                               | 4-0                                                      | US Gorée                                                 |
| 1969  | ASC Jeanne d'Arc                                         |                                                          |                                                          |
| 1970  | ASC Jaraaf                                               | 3-1                                                      | ASC Les Almadies                                         |
| 1971  | ASCE La Linguère                                         | 3-0                                                      | ASC Jaraaf                                               |
| 1972  | US Gorée                                                 | 2-1                                                      | ASC Jeanne d'Arc                                         |
| 1973  | ASC Jaraaf                                               | 2-0                                                      | ASC Jeanne d'Arc                                         |
| 1974  | ASC Jeanne d'Arc                                         | 2-1                                                      | ASFA Dakar                                               |
| 1975  | ASC Jaraaf                                               | 2-0                                                      | AS Police                                                |
| 1976  | AS Police                                                | 3-1                                                      | ASC Jaraaf                                               |
| 1977  | ASC Les Saltigues de Rufisque                            | 1-0                                                      | Dial Diop SC                                             |
| 1978  | AS Police                                                | 3-0                                                      | US Gorée                                                 |
| 1979  | Casa Sports                                              | 2-0                                                      | ASC Jaraaf                                               |
| 1980  | ASC Jeanne d'Arc                                         | 1-1 puis 1-0                                             | Casa Sports                                              |
| 1981  | AS Police                                                | 3-1                                                      | ASC Jaraaf                                               |
| 1982  | ASC Jaraaf                                               | 2-1                                                      | AS Police                                                |
| 1983  | ASC Jaraaf                                               | 1-0                                                      | AS Police                                                |
| 1984  | ASC Jeanne d'Arc                                         | 1-0 (a.p.)                                               | ASCE La Linguère                                         |
| 1985  | ASC Jaraaf                                               | 1-0                                                      | ASAC Ndiambour                                           |
| 1986  | AS Douanes                                               | 1-0                                                      | ASC Jeanne d'Arc                                         |
| 1987  | ASC Jeanne d'Arc                                         | 1-0                                                      | ASC Sonacos                                              |
| 1988  | ASCE La Linguère                                         | 1-0                                                      | ASC Les Saltigues de Rufisque                            |
| 1989  | US Ouakam                                                | 1-0                                                      | ASFA Dakar                                               |
| 1990  | ASCE La Linguère                                         | 1-0                                                      | UCST Port Autonome                                       |
| 1991  | ASC Jaraaf                                               | 2-1                                                      | ASC Jeanne d'Arc                                         |
| 1992  | US Gorée                                                 | 2-1                                                      | ASC Jaraaf                                               |
| 1993  | ASC Jaraaf                                               | 2-0                                                      | ASCE La Linguère                                         |
| 1994  | ASC Jaraaf                                               | 1-0                                                      | CSS Richard-Toll                                         |
| 1995  | ASC Jaraaf                                               | 2-0                                                      | AS Douanes                                               |
| 1996  | US Gorée                                                 | 1-0                                                      | ASAC Ndiambour                                           |
| 1997  | AS Douanes                                               | 3-1                                                      | ASCE La Linguère                                         |
| 1998  | ASC Yeggo                                                | 1-0                                                      | US Gorée                                                 |
| 1999  | ASAC Ndiambour                                           | 1-1 (3-0 tab)                                            | ASC Sonacos                                              |
| 2000  | UCST Port Autonome                                       | 4-0                                                      | ASC Saloum                                               |
| 2001  | ASC Sonacos                                              | 1-0 (a.p.)                                               | US Gorée                                                 |
| 2002  | AS Douanes                                               | 1-1 (4-1 tab)                                            | ASC Sonacos                                              |
| 2003  | AS Douanes                                               | 1-0                                                      | Thiès FC                                                 |
| 2004  | AS Douanes                                               | 2-1                                                      | ASC Jaraaf                                               |
| 2005  | AS Douanes                                               | 1-0                                                      | Dakar Université Club                                    |
| 2006  | US Ouakam                                                | 1-0                                                      | ASC Médiour                                              |
| 2007  | ASCE La Linguère                                         | 1-0                                                      | AS Douanes                                               |
| 2008  | ASC Jaraaf                                               | 1-0                                                      | Stade de Mbour                                           |
| 2009  | ASC Jaraaf                                               | 1-0                                                      | AS Cambérène                                             |
| 2010  | ASC Touré Kunda                                          | 0-0 (5-4 tab)                                            | US Gorée                                                 |
| 2011  | Casa Sports                                              | 1-0                                                      | ASC Touré Kunda                                          |
| 2012  | ASC HLM de Dakar                                         | 0-0ap (4-3tab)                                           | ASC Renaissance                                          |
| 2013  | ASC Jaraaf                                               | 1-1 (tab 2-1)                                            | Casa Sports                                              |
| 2014  | AS Pikine                                                | 2-1 ap                                                   | Olympique de Ngor                                        |
| 2015  | Génération Foot                                          | 4-3 ap                                                   | Casa Sports                                              |
| 2016  | ASC Niary Tally                                          | 3-0                                                      | Casa Sports                                              |
| 2017  | Mbour Petite-Côte                                        | 1-0                                                      | Stade de Mbour                                           |
| 2018  | Génération Foot                                          | 2-0                                                      | ASC Renaissance                                          |
| 2019  | Teungueth FC                                             | 1-0                                                      | US Gorée                                                 |
| 2020  | Compétition annulée en raison de la pandémie de Covid-19 | Compétition annulée en raison de la pandémie de Covid-19 | Compétition annulée en raison de la pandémie de Covid-19 |
| 2021  | Casa Sports                                              | 1-0                                                      | Diambars Football Club                                   |
| 2022  | Casa Sports                                              | 3-0                                                      | Étoile Lusitana                                          |
| 2023  | ASC Jaraaf                                               | 2-1                                                      | Stade de Mbour                                           |
| 2024  | Mbour Petite-Côte                                        | 1-0                                                      | Les Férus de Foot                                        |
| 2025  | Génération Foot                                          | 1-0                                                      | ASC Jaraaf                                               |

## Palmarès
| Rang | Clubs                                 | Titres (éditions)                                                                                   | Finales perdues (éditions)                   |
| ---- | ------------------------------------- | --------------------------------------------------------------------------------------------------- | -------------------------------------------- |
| 1    | ASC Jaraaf                            | 16 (1967, 1968, 1970, 1973, 1975, 1982, 1983, 1985, 1991, 1993, 1994, 1995, 2008, 2009, 2013, 2023) | 7 (1971, 1976, 1979, 1981, 1992, 2004, 2025) |
| 2    | ASC Jeanne d'Arc                      | 6 (1962, 1969, 1974, 1980, 1984, 1987)                                                              | 4 (1972, 1973, 1986, 1991)                   |
| 3    | AS Douanes                            | 6 (1986, 1997, 2002, 2003, 2004, 2005)                                                              | 2 (1995, 2007)                               |
| 4    | US Gorée                              | 4 (1965, 1972, 1992, 1996)                                                                          | 6 (1967, 1968, 1978, 1998, 2001, 2010)       |
| 5    | Casa Sports                           | 4 (1979, 2011, 2021, 2022)                                                                          | 5 (1962, 1980, 2013, 2015, 2016)             |
| 6    | ASCE La Linguère                      | 4 (1971, 1988, 1990, 2007)                                                                          | 3 (1984, 1993, 1997)                         |
| 7    | AS Police                             | 3 (1976, 1978, 1981)                                                                                | 3 (1975, 1982, 1983)                         |
| 8    | Mbour Petite-Côte FC                  | 3 (2010, 2017, 2024)                                                                                | 1 (2011)                                     |
| 9    | US Ouakam                             | 3 (1964, 1989, 2006)                                                                                | 0                                            |
| 10   | Génération Foot                       | 3 (2015, 2018, 2025)                                                                                | 0                                            |
| 11   | ASAC Ndiambour                        | 1 (1999)                                                                                            | 2 (1985, 1996)                               |
| 11   | ASC Sonacos                           | 1 (2001)                                                                                            | 2 (1999, 1987)                               |
| 13   | UCST Port autonome                    | 1 (2000)                                                                                            | 1 (1990)                                     |
| 13   | ASC Les Saltigues de Rufisque         | 1 (1977)                                                                                            | 1 (1988)                                     |
| 15   | AS Pikine                             | 1 (2014)                                                                                            | 0                                            |
| 15   | Association sportive saint-louisienne | 1 (1966)                                                                                            | 0                                            |
| 15   | ASC HLM Dakar                         | 1 (2012)                                                                                            | 0                                            |
| 15   | Teungueth FC                          | 1 (2019)                                                                                            | 0                                            |
| 15   | ASC Niarry-Tally                      | 1 (2016)                                                                                            | 0                                            |
| 15   | ASC Yeggo                             | 1 (1998)                                                                                            | 0                                            |
| 15   | Espoir Saint-Louis                    | 1 (1961)                                                                                            | 0                                            |
| 15   | US Rail                               | 1 (1963)                                                                                            | 0                                            |
| 23   | Stade de Mbour                        | 0                                                                                                   | 3 (2008)(2017)(2023)                         |
| 24   | ASFA Dakar                            | 0                                                                                                   | 1 (1974)                                     |
| 24   | ASC Les Almadies                      | 0                                                                                                   | 1 (1970)                                     |
| 24   | AS Cambérène                          | 0                                                                                                   | 1 (2009)                                     |
| 24   | Dakar Université Club                 | 0                                                                                                   | 1 (2005)                                     |
| 24   | Dial Diop SC                          | 0                                                                                                   | 1 (1977)                                     |
| 24   | ASC Médiour                           | 0                                                                                                   | 1 (2006)                                     |
| 24   | CSS Richard-Toll                      | 0                                                                                                   | 1 (1994)                                     |
| 24   | ASC Saloum                            | 0                                                                                                   | 1 (2000)                                     |
| 24   | Thiès FC                              | 0                                                                                                   | 1 (2003)                                     |
| 24   | Diambars Football Club                | 0                                                                                                   | 1 (2021)                                     |
| 24   | Étoile Lusitana                       | 0                                                                                                   | 1 (2022)                                     |
| 24   | Les Férus de Foot                     | 0                                                                                                   | 1 (2024)                                     |